# Acacia macracanthoides
Acacia macracanthoides é uma espécie de leguminosa do gênero Acacia, pertencente à família Fabaceae.